# Marian Anderson
Marian Anderson (n. 21 februarie 1897, Pennsylvania, SUA – d. 8 aprilie 1993, Portland, Oregon, SUA) a fost o cântăreață americană de operă cu voce de contralto. Avea un larg repertoriu, care mergea de la operă până la spirituals. A apărut pe marile scene ale lumii și a cântat în concerte și recitaluri, împreună cu orchestre renumite.
A debutat la New York în anul 1925.